# Zonnepark Buinerveen
Het Zonnepark Buinerveen is gelegen aan de Paardetangendijk te Buinerveen in de Nederlandse provincie Drenthe. Het project is gestart samen met Zonnepark Stadskanaal en werden ontwikkeld door Powerfield met Chint Solar als investeerder die op hun beurt Goldbeck Solar als hoofdaannemer opdracht gaf voor de bouw. Het zonnepark bestaat uit ruim 110.000 zonnepanelen en heeft hiermee een capaciteit van 45 megawatt. Samen met het park te Stadskanaal leveren deze systemen 146 megawatt en zijn aangesloten op het hoogspanningsnet van TenneT in Meeden. Hiermee is de combinatie het grootste project in de Benelux . Het park heeft een oppervlakte van bijna 41 hectare maar dit wordt niet geheel benut voor het zonnepark. De zonnepanelen staan op een oppervlakte van 35 hectare en 12% van de oppervlakte wordt dus benut voor landschappelijke inpassing. De bodem van het zonnepark is veengrond. Er wordt begrazing door schapen toegepast.

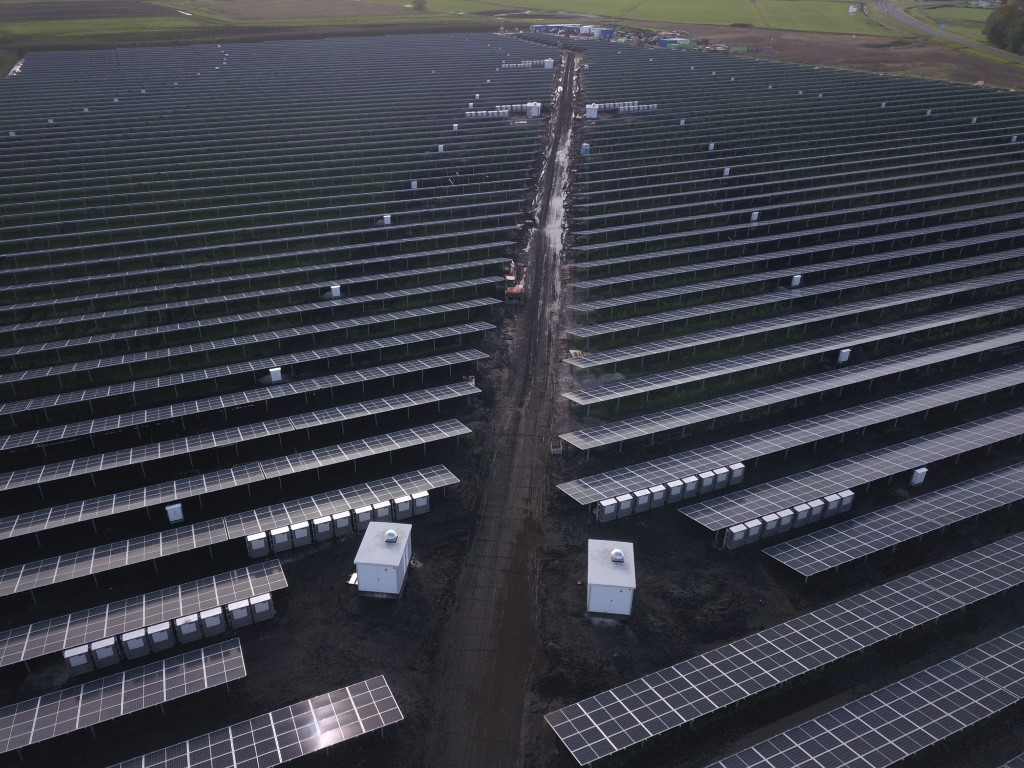
Drone foto met close up van transformatorhuisjes